# Rio (Wisconsin)
Rio é uma vila localizada no estado norte-americano de Wisconsin, no Condado de Columbia.

## Demografia
Segundo o censo norte-americano de 2000, a sua população era de 938 habitantes.
Em 2006, foi estimada uma população de 986, um aumento de 48 (5.1%).

## Geografia
De acordo com o United States Census Bureau tem uma área de
3,2 km², dos quais 3,2 km² cobertos por terra e 0,0 km² cobertos por água. Rio localiza-se a aproximadamente 288 m acima do nível do mar.

## Localidades na vizinhança
O diagrama seguinte representa as localidades num raio de 16 km ao redor de Rio.